# Dischistodus darwiniensis
Dischistodus darwiniensis är en fiskart som först beskrevs av Gilbert Percy Whitley 1928.  Dischistodus darwiniensis ingår i släktet Dischistodus och familjen Pomacentridae. Inga underarter finns listade i Catalogue of Life.